# Lanín
El Lanín és un estratovolcà amb una alçada de 3.776 m, i que no ha registrat activitat en els darrers mil anys.
Gairebé 3/4 parts de la muntanya es troben en territori argentí, al Parque Nacional Lanín, entre els llacs Paimún i Huechulafquen al sud i Tromen al nord.
Presenta grans glaceres a la seva cara sud. Les de la cara nord eren visibles fins a primers dels anys 1980, però avui en dia han gairebé desaparegut.
La seva ascensió és relativament senzilla per la cara nord, pel llac Tromen, pel pas internacional de Mamuil Malal, que uneix les ciutats de Pucón (Xile) amb Junín de los Andes (Argentina).
És el símbol de la província del Neuquén, i forma la seva imatge part de l'escut provincial.
Com que està envoltat de muntanyes força més baixes que ell, és ben visible des de les poblacions de Zapala i Piedra del Águila, gairebé a 200 km cap a l'est.

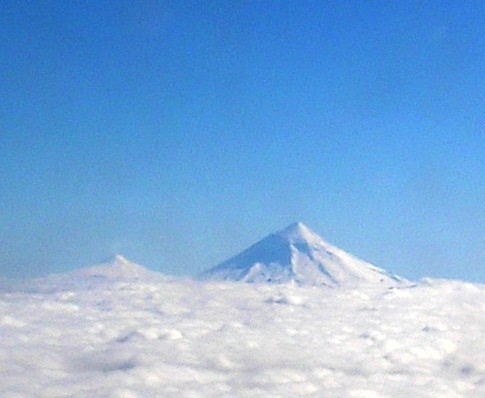
Vista del Lanín, en primer terme, amb el volcà Villarrica al fons, ja a Xile